# Westchester Knicks
I Westchester Knicks sono una squadra di pallacanestro di White Plains che milita nella NBA G League, il campionato professionistico di sviluppo della National Basketball Association.

## Storia della franchigia
La franchigia venne creata a White Plains nel maggio del 2014.

## Squadre NBA affiliate
I Westchester Knicks sono affiliati alle seguenti squadre NBA: New York Knicks.

## Record stagione per stagione
| Westchester Knicks |                |                |     |     |      |                                                                                        |           |
| 2014-15            | Atlantic       | 5°             | 10  | 40  | 20,0 |                                                                                        |           |
| 2015-16            | Atlantic       | 2°             | 28  | 22  | 56,0 | perdono 1º turno (Sioux Falls)                                                         |           |
| 2016-17            | Atlantic       | 3°             | 19  | 31  | 38,0 |                                                                                        |           |
| 2017-18            | Atlantic       | 1°             | 32  | 18  | 64,0 | perdono semifinali di Conference (Raptors) 80-92                                       |           |
| 2018-19            | Atlantic       | 2°             | 29  | 21  | 58,0 | vincono 1º turno (Windy City) 95-82 perdono semifinali di Conference (Lakeland) 91-104 |           |
| 2019-20            | Atlantic       | 5°             | 17  | 24  | 41,5 |                                                                                        |           |
| 2020-21            | -              | 11°            | 7   | 8   | 46,7 |                                                                                        |           |
| Regular season     | Regular season | Regular season | 142 | 164 | 46,4 | 2014-2019                                                                              | 2014-2019 |
| Play-off           | Play-off       | Play-off       | 1   | 3   | 25,0 | 2014-2019                                                                              | 2014-2019 |